# Sankt Peter am Hart
Sankt Peter am Hart osztrák község Felső-Ausztria Braunau am Inn-i járásában. 2018 januárjában 2430 lakosa volt. 

## Elhelyezkedése

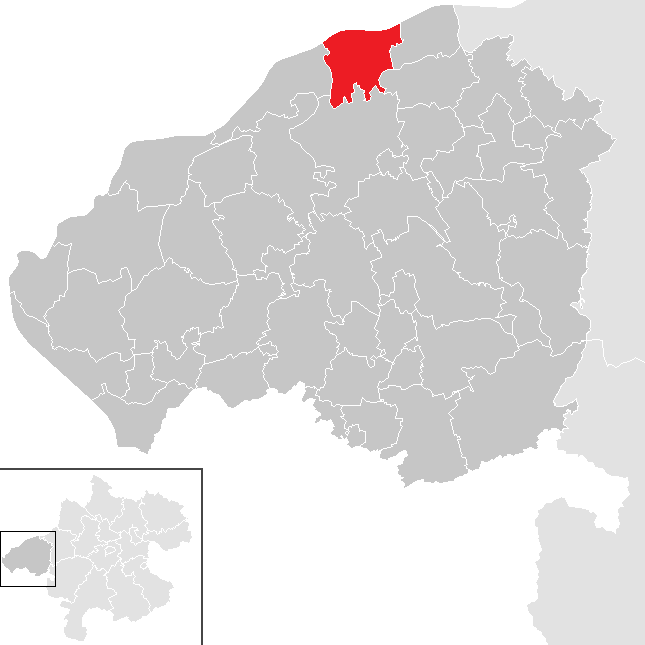
Sankt Peter am Hart a Braunau am Inn-i járásban

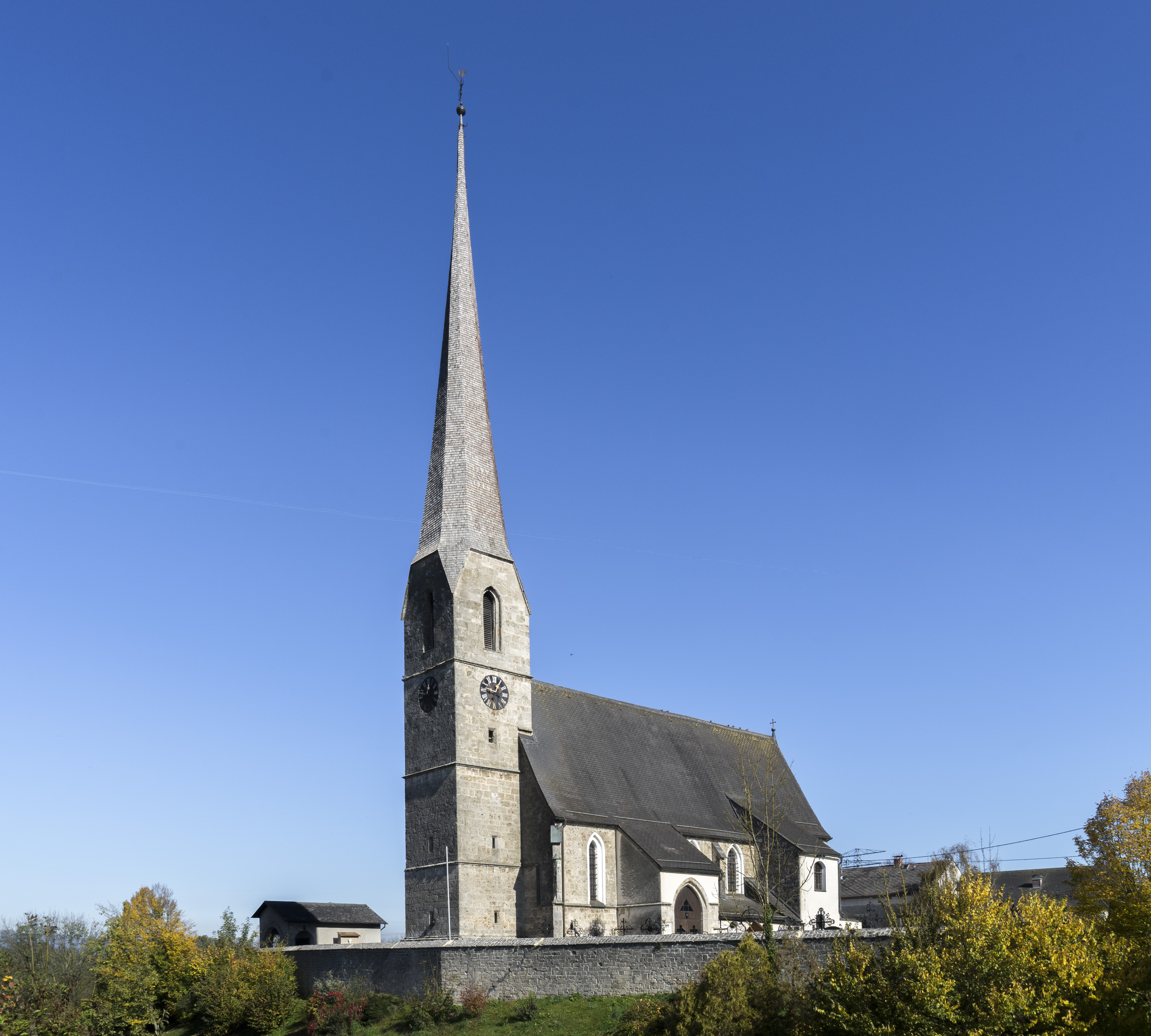
A Szt. Péter-plébániatemplom

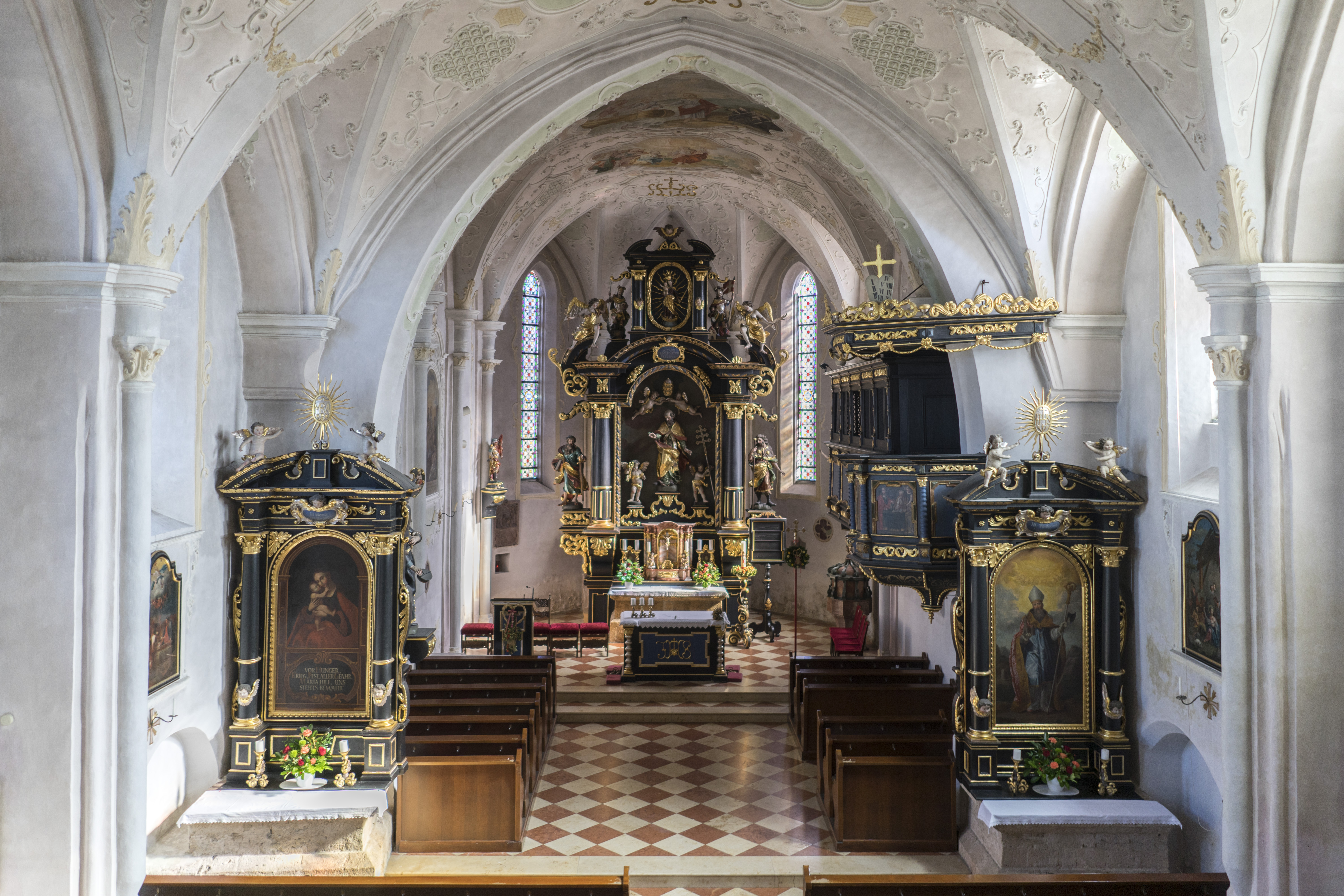
A templom belső tere

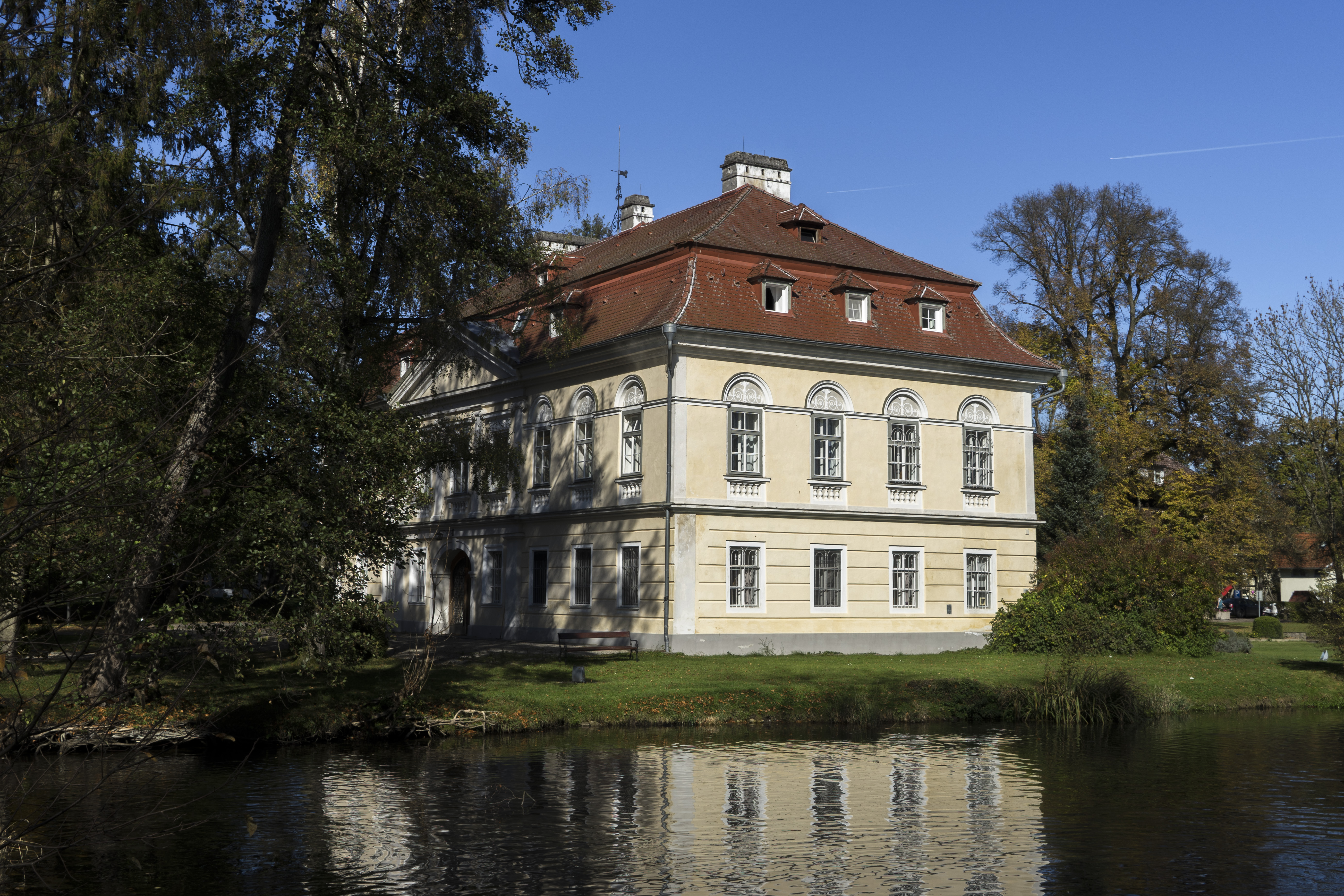
A bogenhofeni kastély

Sankt Peter am Hart Felső-Ausztria Innviertel régiójában fekszik az Inn folyó jobb partján, közvetlenül a német határnál. Területének 14,8%-a erdő, 62,9% áll mezőgazdasági művelés alatt. A folyó gátja miatt itt alakult ki a Hagenaui-öböl, az Alsó-Inn természetvédelmi terület része, amely számos madárfajnak ad otthont. Az önkormányzat 21 településrészt és falut egyesít: Aching (87 lakos 2018-ban), Aham (45), Aselkam (162), Bergham (139), Bogenhofen (309), Dietfurt (212), Guggenberg (8), Hagenau (198), Hart (16), Heitzenberg (31), Hundslau (6), Jahrsdorf (191), Meinharting (7), Moos (147), Nöfing (98), Ofen (81), Reikersdorf (268), Sankt Peter am Hart (412), Schickenedt (9), Spraid (11) és Wimm (10).
A környező önkormányzatok: keletre Mining, délkeletre Weng im Innkreis, délre Burgkirchen, nyugatra Braunau am Inn, északnyugatra Simbach am Inn, északra Stubenberg, északkeletre Ering. 

## Története
Sankt Peter am Hart egészen 1779-ig Bajorországhoz tartozott, amikor azonban a bajor örökösödési háborút lezáró tescheni béke következtében a teljes Innviertel Ausztriához került át. A napóleoni háborúk során 1809-ben a régiót a franciákkal szövetséges Bajorország visszakapta, majd Napóleon bukása után ismét Ausztriáé lett.
A köztársaság 1918-as megalakulásakor St. Petert Felső-Ausztria tartományhoz sorolták. Miután Ausztria 1938-ban csatlakozott a Német Birodalomhoz, az Oberdonaui gau része lett. A második világháború után a község visszakerült Felső-Ausztriához. 

## Lakosság
A Sankt Peter am Hart-i önkormányzat területén 2018 januárjában 2430 fő élt. A lakosságszám 1939 óta gyarapodó tendenciát mutat. 2016-ban a helybeliek 87,8%-a volt osztrák állampolgár; a külföldiek közül 6,5% a régi (2004 előtti), 1,9% az új EU-tagállamokból érkezett. 1,1% a volt Jugoszlávia (Szlovénia és Horvátország nélkül) vagy Törökország, 2,7% egyéb országok polgára. 2001-ben a lakosok 80,5%-a római katolikusnak, 1,9% evangélikusnak, 6,8% pedig felekezeten kívülinek vallotta magát. Ugyanekkor 3 magyar élt a községben. A legnagyobb nemzetiségi csoportot a német (95,1%) mellett a szerbek alkották 1,5%-kal.  
A lakosság számának változása:

| 2016 | 2 451 |
| 2018 | 2 447 |

## Látnivalók
- a Szt. Péter-plébániatemplom
- a hagenaui kastély
- a bogenhofeni kastély

## Fordítás
- Ez a szócikk részben vagy egészben  a   Sankt Peter am Hart című német Wikipédia-szócikk ezen változatának fordításán alapul.  Az eredeti cikk szerkesztőit annak laptörténete sorolja fel. Ez a jelzés csupán a megfogalmazás eredetét és a szerzői jogokat jelzi, nem szolgál a cikkben szereplő információk forrásmegjelöléseként.